# Benoît Cosnefroy

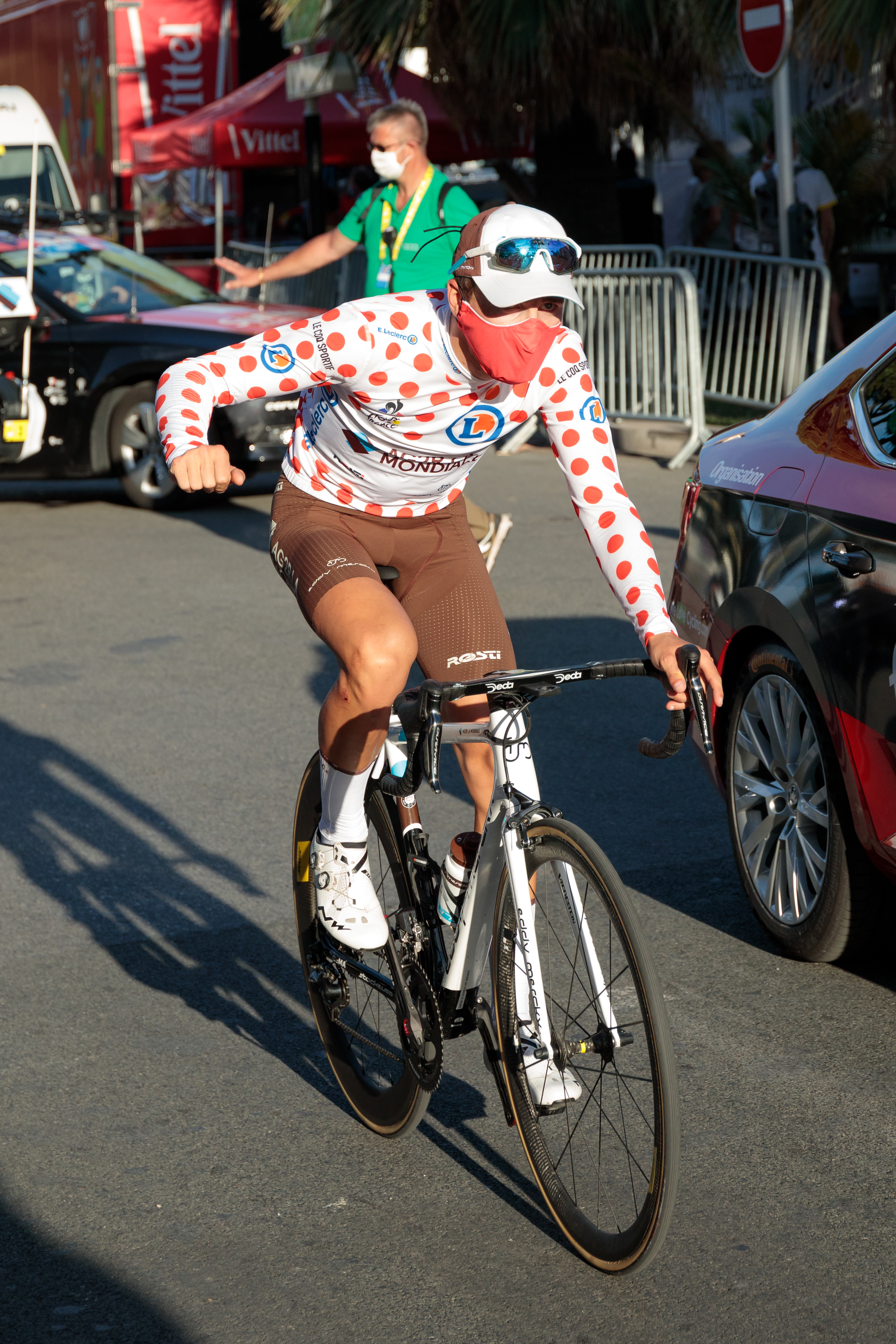
Cosnefroy i bergspriströjan under Tour de France 2020.

Benoît Cosnefroy, född den 17 oktober 1995 i Cherbourg är en fransk professionell landsvägscyklist.

## Meriter
2016
2:a i linjelopp vid Franska mästerskapen för U23
2:a i linjelopp vid Franska mästerskapen för amatörer
4:a i linjelopp vid Europamästerskapen i landsvägscykling för U23
5:a i Tour de Berne
6:a totalt i Rhône-Alpes Isère Tour
10:a i Piccolo Giro di Lombardia
2017
Vinnare av  linjeloppet för U23 vid Världsmästerskapen i landsvägscykling
Vinnare av Grand Prix d'Isbergues
Vinnare av etapp 2 i Rhône-Alpes Isère Tour
2:a i  linjelopp vid Europamästerskapen i landsvägscykling för U23
2:a i linjelopp vid Franska mästerskapen för U23
6:a i Grand Prix de Plumelec-Morbihan
6:a i Tour de Berne
2018
3:a i Paris-Tours
9:a i Bretagne Classic Ouest–France
9:a i Coppa Sabatini
9:a i La Roue Tourangelle
10:a i Cholet-Pays de Loire
2019
Vinnare  totalt av Tour du Limousin
Vinnare av  ungdomstävlingen
Vinnare av etapp 3
Vinnare av Grand Prix de Plumelec-Morbihan
Vinnare av Paris-Camembert
Vinnare av Polynormande
4:a i Tour de Vendée
7:a i Bretagne Classic Ouest–France
10:a i Grand Prix Cycliste de Québec
2020
Vinnare  totalt av Étoile de Bessèges
Vinnare av Grand Prix d'Ouverture La Marseillaise
Vinnare av etapp 4 i Route d'Occitanie
2:a i La Flèche Wallonne
2:a i Paris-Tours
3:a i Brabantse Pijl
5:a i La Drôme Classic
10:a i linjelopp vid Europamästerskapen i landsvägscykling
Tour de France
Körde i  bergspriströjan under etapperna 3-17
 Utsedd till mest angreppsvillige deltagare på etapp 2
2021
Vinnare av Bretagne Classic Ouest–France
Vinnare av Tour du Finistère
Vinnare av Tour du Jura
2:a i Polynormande
3:a i linjelopp vid  Europamästerskapen i landsvägscykling
4:a i Tre Valli Varesine
8:a i Brabantse Pijl
2022
Vinnare av Grand Prix Cycliste de Québec
2:a totalt i Circuit de la Sarthe
2:a totalt i Boucles de la Mayenne
2:a i Amstel Gold Race
2:a i Brabantse Pijl
3:a i La Drôme Classic
5:a i Grand Prix d'Ouverture La Marseillaise
5:a i Tre Valli Varesine
6:a totalt i Tour du Limousin
2023
2:a totalt i Tour du Limousin
3:a i Brabantse Pijl
7:a i Grosser Preis des Kantons Aargau
8:a totalt i Boucles de la Mayenne
8:a i Trofeo Laigueglia
  Utsedd till mest angreppsvillige deltagare på etapp 4 i Tour de France
2024
Vinnare  totalt av Tour des Alpes-Maritimes
Vinnare av  poängtävlingen
Vinnare av etapp 2
Vinnare av Brabantse Pijl
Vinnare av Grand Prix du Morbihan
Vinnare av Paris-Camembert
Vinnare av Tour du Finistère
4:a totalt i Région Pays de la Loire Tour
4:a i La Flèche Wallonne
6:a i Strade Bianche
9:a i La Drôme Classic